# Football aux Îles Cook
Le football aux Îles Cook est l'un des sports les plus pratiqués après le rugby (à XIII et à XV). La fédération est membre de l'OFC et la FIFA.

## Histoire
Le football est introduit sur les îles Cook au début du XXe siècle, des rencontres opposent les indigènes aux marins de passage sur l'île de Rarotonga,. En 1950, un premier championnat est mis en place mais une seule édition est organisée. Il faut attendre 1971 et la création de la fédération nationale pour qu'un championnat se mette en place et que l'équipe nationale soit créée.
La fédération adhère à la FIFA en 1994, devenant le plus petit pays membre en termes de population, et dispute depuis les qualifications de la Coupe d'Océanie de football (qui sont aussi les qualifications à la Coupe du monde pour l'OFC). L'adhésion permet de développer le football, et notamment les infrastructures, grâce aux subventions perçues. Le pays accueille pour la première fois une compétition internationale en 2001, avec le Championnat d'Océanie des moins de 20 ans 2001. Par la suite, le pays accueille en 2016 le Championnat d'Océanie féminin des moins de 16 ans et en 2019 le Championnat d'Océanie féminin de football des moins de 19 ans.

## Équipes nationales

### Masculine
L'équipe masculine dispute son premier match face à Tahiti lors des Jeux du Pacifique Sud de 1971, et s'incline sur le score historique de trente buts à zéro. Il s'agit de la plus lourde défaite de l'équipe à ce jour. L'équipe dispute peu de matchs jusqu'à son adhésion de la fédération à la FIFA, qui lui donne accès aux compétitions organisées par l'OFC. À la faveur de ses finales en Coupe de Polynésie, l'équipe atteint le 1er tour de la Coupe d'Océanie en 1998 et 2000. Depuis 2000, l'équipe ne réussit plus aucune qualification pour la Coupe d'Océanie.

### Féminine
L'équipe féminine se réunit pour la première fois en 2003, à l'occasion de la Coupe d'Océanie. Elle y affronte quarte autres sélections (la Papouasie-Nouvelle-Guinée, l'Australie, la Nouvelle-Zélande et les Samoa). Elle s'incline lors de tous les matchs et termine donc 5e et dernière de la compétition. Depuis 2007, l'équipe participe aux Jeux du Pacifique, où elle arrive à la 3e place en 2015. Elle participe également à la Coupe d'Océanie depuis 2010. Sa meilleure performance dans cette compétition est une 3e place en 2014.

### Jeunes

#### Équipe olympique masculine
L'équipe olympique participe au tournoi pré-olympique de l'OFC en 2004 et 2008, sans réussir à se qualifier pour les Jeux olympiques.
Des équipes des Îles Cook ont également participé aux Jeux du Pacifique en 1971, 1995, 2007 et 2011.

#### Équipe olympique féminine
Le pays est représenté par une équipe féminine aux Jeux du Pacifique, qui font généralement office de tournoi de pré-qualification aux Jeux olympiques, depuis 2007. En 2015, l'équipe termine 3e derrière la Nouvelle-Calédonie et la Nouvelle-Zélande, puis 4e lors de l'édition suivante, en 2019.

#### Moins de 20 ans masculine
L'équipe dispute ses premiers matchs lors du Championnat d'Océanie 2001, que le pays organise avec la Nouvelle-Calédonie. Elle finit 4e sur 6 équipes de son groupe, avec une victoire contre les Samoa. L'équipe ne participe plus avant 2016, où elle se hisse dans le tour principal après avoir gagné un tournoi de qualification. Elle termine 4e et dernière de son groupe. Lors de l'édition 2018, l'équipe ne passe pas les qualifications.

#### Moins de 20 ans féminine
L'équipe dispute la 1re édition du Championnat d'Océanie, en 2002. Elle s'incline contre l'Australie, mais réussi un nul contre les Tonga. En 2010, lors de la seconde participation des Îles Cook à la compétition, l'équipe se classe deuxième sur quatre dans le groupe unique. Lors de l'édition 2018, l'équipe évolue à domicile, au complexe de la fédération. La sélection gagne un seul match, contre les Vanuatu, ce qui ne lui permet pas de se qualifier pour les demi-finales,.

#### Moins de 17 ans masculine
Les moins de 17 ans sont alignés pour la première fois lors de la Coupe d'Océanie 1997, où ils terminent dernier de leur groupe, encaissant 26 buts sans en marquer aucun. Depuis lors, l'équipe participe régulièrement aux phases de groupes de la compétition. Sa dernière participation remonte cependant à 2015, l'équipe s'étant inclinée au tour préliminaire lors des deux dernières éditions, en 2017 et 2018.

#### Moins de 17 ans féminine
L'équipe participe pour la première fois à une compétition internationale lors du Championnat d'Océanie 2012. Elle termine 3e sur les 4 nations engagés dans le tournoi, avec une victoire contre la Nouvelle-Calédonie. Lors de l'édition 2016, organisée à domicile, l'équipe se classe 3e de son groupe. Un an après, les Îles Cook réussissent pour la première fois à se qualifier pour une 1/2-finale, où le pays s'incline 9-0 contre la Nouvelle-Zélande. 

## Clubs et compétitions
Du fait de la situation géographique du pays, les compétitions nationales (et donc qualificatives pour les compétitions continentales) ne concernent que les équipes de l'île principale, Rarotonga.

### Clubs
Les 6 clubs qui participent actuellement au championnat sont les suivants (triés par date de fondation): 
- Avatiu FC (1950)
- Matavera FC (1950)
- Titikaveka FC (1950)
- Tupapa Maraerenga FC (1952)
- Puaikura FC (1970, anciennement nommé Arorangi FC)
- Nikao Sokattack FC (1971)

### Championnats
Les championnats de l'île de Rarotonga voient s'affronter 6 équipes dans plusieurs catégories (séniors hommes et femmes, U17 et U14 hommes, U15 femmes, U6, U8 et U12 mixte). La compétition séniors masculine est appelée la Round Cup.  Du fait de ce format, chaque club dispute 8 matchs contre le même adversaire lors de chaque journée de championnat.
Chez les hommes, le club le plus titré est Tupapa Maraerenga, avec 16 titres gagnés entre 1992 et 2020.
Du côté des femmes, Tupapa Maraerenga est également le plus titré, avec 13 titres sur les 22 éditions qui ont eu lieu jusqu'ici.

### Coupes
Les coupes suivent le même format que les championnats : toutes les équipes jouent dans toutes les catégories d'âge. Les coupe se déroulent dans un format à élimination directe, avec des quarts, des demies et une finale. Les coupes se déroulent en fin de saison, après la fin des championnats.
Tupapa Maraerenga est à nouveau le club le plus titré, tant chez les hommes (10 titres, à égalité avec Nikao Sokattack), que chez les femmes (12 titres).

### Autres compétitions
Les fédérations des autres îles sont affiliées à la fédération des îles cook, mais organisent tout de même des compétitions locales.
En 2020, les Jeux des Îles Cook sont organisés. La compétition de football permet de voir une sélection par île s'affronter. C'est l'île d'Atiu qui s'impose en finale contre l'île de Mangaia.

### Participations aux compétitions continentales
Chez les hommes, une équipe Îles Cook participe pour la première fois à la Ligue des champions de l'OFC en 2001. Le représentant est Tupapa Maraerenga, qui termine 4e d'un groupe de 5 équipes. Depuis 2005, des clubs de l'île participent régulièrement aux tour préliminaire de la compétition, même s'ils déclarent parfois forfait. En 2017, le club de Puaikura se qualifie pour la phase de groupe, mais termine dernier de son groupe sans gagner un seul match. En 2018 et 2019, Tupapa Maraerenga réalise la même performance, toujours sans gagner un seul match en phase de groupe,.
Aucune compétition de club chez les femmes n'existe au niveau continental en Océanie.

## Pratique
Selon la FIFA, une femme sur quinze est licenciée dans un club de football, ce qui en fait le second sport le plus populaire chez les femmes derrière le netball.

## Infrastructures
L'Avarua Tereora Stadium est le principal équipement sportif des Îles Cook. Il est situé à Avarua, la capitale des Îles Cook. Le stade a une capacité de 3 000 places et construit en 1985 pour les mini-jeux du Pacifique Sud. Le Telecom Sports Arena est située aux abords du stade. La salle multifonction est inaugurée en 2009 pour les mini-jeux du Pacifique Sud.

## Variantes

### Football de plage
Le beach soccer est pratiqué notamment en début d'année, à l'occasion des Jeux de plage des Îles Cook, puis dans un championnat. L'équipe nationale (en) a participé une seule fois au Championnat d'Océanie, en 2006, compétition qu'elle conclue sans gagner de match.

### Futsal
L'équipe des îles Cook de futsal dispute uniquement la coupe d'Océanie de futsal en 1999, et termine 7e sur 7 équipes sans réussir à emporter un seul match.